# Бургас (река)
Бургас или Бургаз (на гръцки: Ρέμα Βαρβάρας) е река в Егейска Македония, Гърция, част от водосборния басейн на Бешичкото езеро (Лимни Волви).

## Описание
Бургас извира в халкидическата планина Пиявица (Стратонико Орос) под връх Праматефтис под името Кравякас (Κράβιακας), сменено в 1969 година на Алепофолия (Άλεποφωλία). Тече на запад и южно от Варвара и северно под връх Древеникос (729,3 m) приема левия си приток Ксиролакос. Сменя посоката си на югозапад, като тук носи името Неромана. Приема левия си приток Ватилакос и завива на северозапад. Тук носи името Кидонцас. Излиза от планината и под името Бургас се влива като десен приток в Холомонда източно от Мелисургос (Лезик).

## Водосборен басейн
→ ляв приток, ← десен приток
- → Ксиролакос
- → Ватилакос
- → Цинтурас
- → Хайкома
- → Склитра